# Линчев синдром
Линчев синдром (ЛС) такође познат као наследни неполипозни колоректални карцином (ННКРК), најчешћи је  аутозомно доминантно генетски колоректални карцином дебелог црева, који  укључује и рак ендометријума (други најчешћи), јајника, желуца, танког црева, хепатобилијарног тракта, горњег уринарног тракта, мозга и коже.  Узрокује га генетска промена изазване наследним мутацијама које ометају поправку неусклађености ДНК. због губитка специјализоване супстанце зване протеини за поправку неусклађености.

## Неусаглашеност терминологије
Хенри Т. Линч, професор медицине у Медицинском центру Универзитета Крејтон, овај  је синдром је описао 1966. године. У свом ранијем раду описао је болест као "синдром породичног рака". Термин "Линчев синдром" сковали су 1984. други аутори, док је сам Линч је болест назвао наследни неполипозни колоректални карцином (ННКРК) 1985. године. Од тада су се ова два термина користила наизменично, све до каснијег напретка у разумевању генетике болести довео је до тога да термин ННКРК нестане из употребе.
Други извори користе термин „Линчов синдром“ када постоји познати дефект поправке неусклађености ДНК, или користе термин „породични колоректални карцином типа Х“ када су испуњени критеријуми из Амстердама, али не постоје познати дефект поправке неусклађености ДНК. Чини се да претпостављене породице „тип Х“ имају нижу укупну инциденцу рака и мањи ризик за не-колоректалне карциноме него породице са документованим недостатком поправке неусклађености ДНК. Око 35% људи који испуњавају Амстердамске критеријуме немају мутацију гена за поправку неусклађености ДНК.
Ствари компликује постојање алтернативног скупа критеријума, познатих као „Bethesda Guidelines“.

## Епидемиологија
Личев синдром који се примарно јавља у млађој доби (пре 50 године живота), узрокује око 4.200 карцинома дебелог црева и 1.800 карцинома материце (ендометријума) годишње.
Сваке године, преко 140.000 људи у Сједињеним Америчким Државама сазна да имају рак дебелог црева. Док се већина ових карцинома дешава случајно, неки су наследни, што значи да су узроковани генетским променама (мутацијама) које се преносе у појединим породицама.

## Етиопатогенеза
Линчев синдром је наследно стање повезано са повећаним ризиком од развоја неколико различитих врста рака. Узрокује га генетска промена која доводи до губитка специјализоване хемикалије зване а протеин за поправку  неусклађености (систем унутар свих нормалних, здравих ћелија за поправљање грешака у нашем генетском материјалу (ДНК), који се састоје од различитих протеина, међу којима су четири најчешћа  МСХ2, МСХ6, МЛХ1 и ПМС2.
Особе са Линчевим синдромом најчешће оболевају од колоректалног карцинома, али се карцином може јавити и на другим деловима тела.
| Врста             | Животни ризик (%) | Просечна старост у годинама у моменту постављања дијагнозе |
| Колоректални рак  | 52–58             | 44–61                                                      |
| Рак ендометријума | 25–60             | 48–62                                                      |
| Рак желуца        | 6–13              | 56                                                         |
| Рак јајника       | 4–12              | 42,5                                                       |

Поред типова карцинома који се налазе у горњој табели, подразумева се да Линчов синдром такође доприноси повећаном ризику од рака танког црева, карцинома панкреаса, карцинома уретера, бубрежне карлице, рака жучних путева, рака мозга и лојних неоплазми. Повећан ризик од рака простате и рака дојке такође је повезан са Линчевим синдромом, иако овај однос није у потпуности схваћен.

### Генетика
Линчев синдром је последица наследних промена (мутација) у генима које утичу на поправку неусклађености ДНК, процеса који исправља грешке направљене када се ДНК копира. Ови гени (МЛХЛ, МСХ2, МСХ6, ПМС2 и ЕПЦАМ) нормално штите организам од добијања одређених карцинома, али неке мутације у овим генима спречавају њихов рад.
Свако има две копије сваког гена укљученог у Линчев синдром, једну од мајке и једну од оца. Чак и ако особа наследи мутацију гена за Линчев синдром, она и даље има нормалну копију гена од другог родитеља. 
Рак се јавља када друга мутација утиче на нормалну радну копију гена, тако да особа више нема копију гена која исправно функционише. За разлику од наследне мутације Линчевог синдрома, друга мутација не би била присутна у целом телу особе, већ би била присутна само у ткиву будућег рака. Међутим, неће сви са Линчевим синдромом добити рак.
Колоректални рак такође може бити узрокован мутацијама у генима који нису повезани са Линчевим синдромом. То значи да неке породице са историјом рака дебелог црева неће имати мутације у гену за Линчев синдром. Ове мутације се могу открити генетским тестирањем помоћу мултигенских панела, који траже мутације у неколико различитих гена у исто време.
Породична здравствена историја је важна
Већа је вероватноћа да ће чланови породице оболеле особе имати Линчев синдром ако је један од чланова породице имао историју колоректалног карцинома. Чланови породице који наследе Линчев синдром обично деле исту мутацију. Ако један од чланова  породице има познату мутацију гена за Линчев синдром, други чланови породице који се подвргну генетском тестирању треба да буду проверени на ту мутацију.

## Клиничка слика
Две трећине карцинома дебелог црева јавља се у проксималном цреву, а уобичајени знаци и симптоми укључују крв у столици, дијареју или затвор и ненамеран губитак тежине.
Најчешћи симптом рака ендометријума је абнормално вагинално крварење.

## Дијагноза

### Скрининг тумора
Када се особи дијагностикује колоректални рак, њено туморско ткиво се често прегледа да би се видело да ли је рак узрокован Линчевим синдромом. У неким случајевима, када се жени дијагностикује рак материце (ендометријума), може се прегледати и њено туморско ткиво. Туморско ткиво које се користи за скрининг потиче од ткива уклоњеног током биопсије или операције.
Постоје две врсте скрининга тумора на Линчов  синдром: 
Имунохистохемијски (ИХХ)  скрининг који показује да ли су одређени протеини одсутни у узорку тумора, што указује на то да један од гена Линчевог синдрома можда не ради исправно. Мутације Линчевог синдрома утичу на то да ли су протеини МЛХЛ, МСХ2, МСХ6 и ПМС2 направљени и лоцирани на исправном месту.
Тестирање микросателитне нестабилности (ТМН)   скрининг који се користи да би се видело да ли гени Линчевог синдрома раде исправно. Микросателити су региони поновљене ДНК који се мењају у дужину (показују нестабилност) када поправка неусклађености не функционише исправно. ТМН тестирање посматра дужину одређених ДНК микросателита из узорка тумора да се видело да ли су постали дужи или краћи као мера нестабилности.

### Генетско тестирање
Генетско тестирање је доступно за Линчев синдром. Генетско тестирање тражи наследне мутације Линчевог синдрома. Може се применити панел са више гена, који тражи мутације у неколико гена у исто време, укључујући гене повезане са Линчевим синдромом. Генетски саветник пре тестирања може помоћи да се одреди најбоља стратегија тестирања за пацијента и његову породицу. Када је могуће, тестирање би требало да почне са неким у породици ко је имао рак. Међутим, ако нико од чланова ваше породице који је имао рак није доступан за тестирање, генетско тестирање може почети са особом која није погођена раком.
Тумачење резултата генетског тестирања може варирати у зависности од тога да ли је пацијент раније имао рак дебелог црева или не.
Недостаци тестирања
Недостаци тестирања су последица тога да  већина колоректалног карцинома није узрокована наследним мутацијама, тако да тестирање на Линчов синдром неће користити већини људи са породичном здравственом историјом рака дебелог црева који сами нису имали рак.
Такође генетско тестирање неће идентификовати узрок неких наследних колоректалних карцинома, јер гени захваћени овим карциномима још нису познати.

## Терапија
Хирургија остаје главни ослонац терапије за Линчев синдром. Пацијенти са Линчевим синдромом који развију колоректални карцином могу се лечити делимичном или потпуном колектомијом са илеоректалном анастомозом. Због повећаног ризика од рака дебелог црева после делимичне колектомије и сличног квалитета живота после обе операције, тотална колектомија може бити пожељан третман за Линчев синдром, посебно код млађих пацијената.
Постоје неслагања у вези са предностима адјувантних терапија заснованих на 5-флуороурацилу за колоректалне туморе повезане са Линчевим синдромом, посебно оне у стадијуму 1 и 2.
Терапија анти-ПД-1 антителима такође може бити ефикасна.
Блокада контролне тачке са анти-ПД-1 терапијом је сада пожељна терапија прве линије за узнапредовалу нестабилност микросателита (колоректални рак у високом стадијуму).

## Превенција
Колоноскопија сваке  године или на 2 године почевши од 20-25 година (или на 2 до 5 година пре најранијег колоректалног карцинома у породици) су најефикаснији начин за превенцију колоректалног карцинома.
Друге доступне опције могу смањити шансу за развој рака или побољшати вероватноћу ранијег откривања су:
- Свакодневна употреба аспирина за смањење ризика од рака дебелог црева
- Трансвагинални ултразвук и биопсија ендометријума сваке 1-2 године, почевши од 30-35 година, за откривање рака ендометријума
- ЦА-125 тестови крви сваке године за откривање рака јајника
- Хистеректомија и билатерална салпингоофоректомија за превенцију гинеколошких карцинома
- Горње ендоскопије сваких 3-5 година почевши од 30-35 година да би се открио рак желуца и танког црева
- Анализа урина сваке године почевши од 30-35 година да би се открио рак мокраћне бешике
- Скрининг карцинома панкреаса коришћењем МРИ/МРЦП и/или ЕУС-а са контрастом, почевши од 50 година (или 10 година пре најранијег рака панкреаса у породици) за оне са породичном историјом рака гуштераче
- Годишњи скрининг рака простате почевши од 40 година
- Прегледи коже сваке 1-2 године
- Едукација о знацима и симптомима рака мозга и свест о потреби да се одмах пријаве абнормални симптоми